# China Southern Airlines

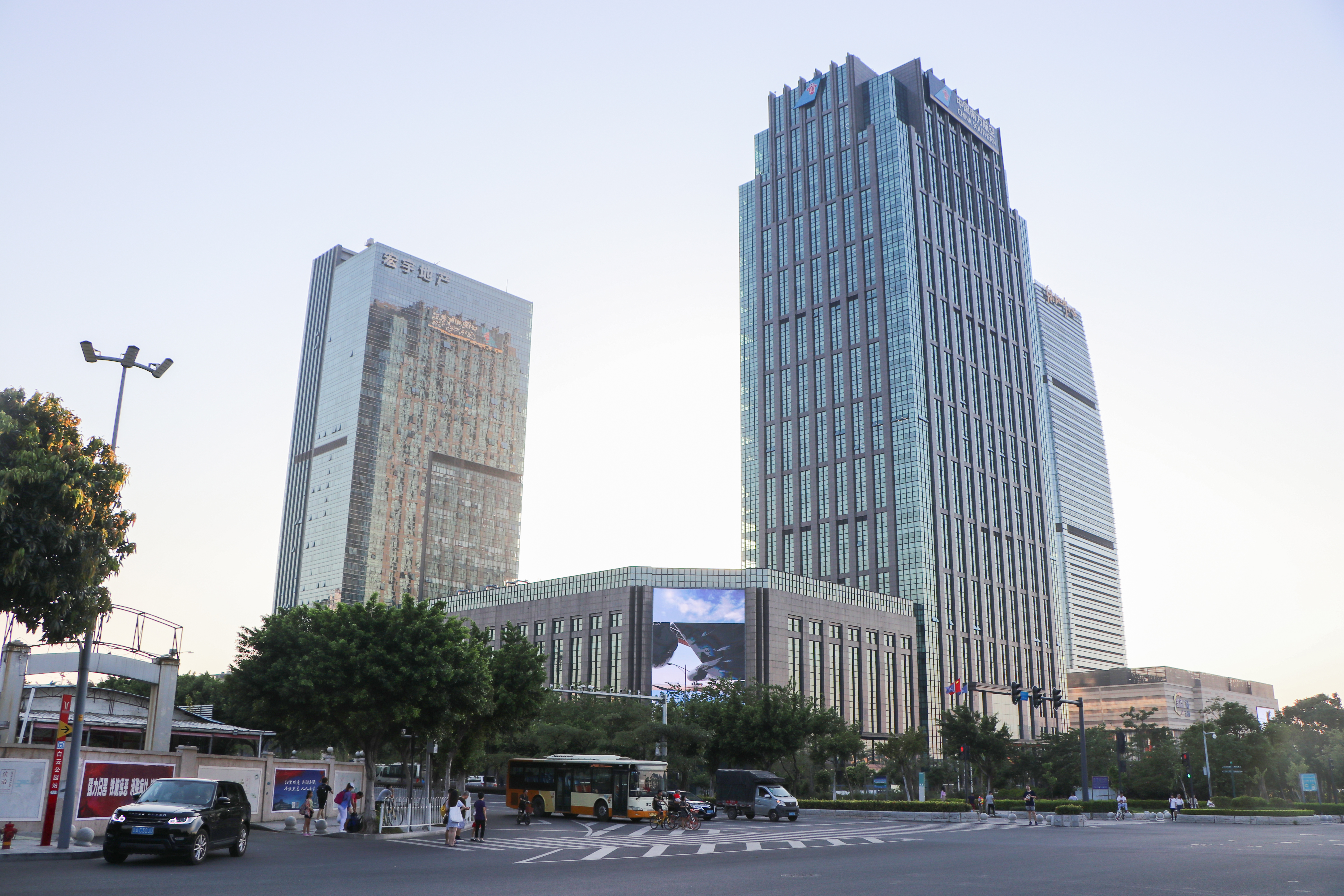
Siedziba główna przewoźnika w Kantonie

China Southern Airlines (chiń. upr. 中国南方航空公司; chiń. trad. 中國南方航空公司; pinyin Zhōngguó Nánfāng Hángkōng Gōngsī) – chińska linia lotnicza z siedzibą w Kantonie. Główne huby stanowią port lotniczy Guangzhou i port lotniczy Pekin.
China Southern Airlines została nagrodzone 4 gwiazdkami w rankingu Skytrax.

## Historia

### 1988–1999
Linie China Southern Airlines powstały w 1988 w wyniku decyzji chińskiego rządu o wydzieleniu z Administracji Lotnictwa Pasażerskiego Chin (CAAC) sześciu linii lotniczych. Mimo tego że linie wciąż były pod kontrolą CAAC, szybko nawiązano współpracę z zachodnimi firmami i w roku 1990 przy współpracy z Hutchison Whampoa oraz Lockheed Corporation otworzono bazę techniczną Guangzhou Aircraft Maintenance Engineering Co. (GAMECO). W roku 1991 linie przewiozły prawie sześć milionów pasażerów, flota w tym czasie składała się z 38 samolotów a linie obsługiwały 90 połączeń krajowych oraz 17 międzynarodowych. Wybuch konfliktu w Zatoce Perskiej spowodował spadek zapotrzebowania na nowe samoloty na światowych rynkach, pozwoliło to liniom na złożenie zamówienia na 4 Boeingi 777-200 oraz 2 777-200ER w 1992. Gwarantowało to dalszy rozwój połączeń długodystansowych. Również w 1992 China Southern Airlines razem z Air China oraz China Eastern Airlines uzyskały niezależność finansową, niosło to ze sobą pewne wady ponieważ zwiększyły się koszty operacyjne związane z wydatkami na paliwo oraz opłaty lotniskowe.
W 1994 w związku ze zniesieniem przez rząd chiński ograniczeń związanych z inwestowaniem zagranicznego kapitału w linie lotnicze, China Southern Airlines rozpoczęły rozmowy z United Airlines na temat współpracy. Nawiązano również współpracę z kilkoma amerykańskimi przewoźnikami dotyczącą szkoleń załóg oraz obsługi technicznej samolotów. Dochody zwiększyły się dwukrotnie jednak nie szło to w parze z zyskami co było uwarunkowane dużymi kosztami związanymi z rozwojem.
Pierwszy z zamówionych Boeingów 777-200 został dostarczony 28 grudnia 1995, China Southern Airlines były pierwszymi liniami lotniczymi w Azji w których flocie pojawił się Boeing 777. Pierwsze połączenie długodystansowe Guangzhou–Pekin–Amsterdam zostało otworzone w 1996. W następnym roku uruchomiono również pierwsze połączenie przez Pacyfik  pomiędzy Guangzhou i Los Angeles obsługiwane przez Boeingi 777, trzy lata później samoloty te zaczęły również obsługiwać połączenia do Sydney i Melbourne. Podpisano również umowy na połączenia codeshare w celu zwiększenia oferowania na połączeniach międzynarodowych.

### 2000–2009
W lipcu 2000 CAAC ogłosiło, że dziesięć linii lotniczych będących pod jej bezpośrednim zarządzaniem, połączy się w trzy większe przedsiębiorstwa, skupiające się wokół Air China, China Eastern Airlines i China Southern Airlines. W sierpniu 2000 China Southern wchłonęły Zhongyuan Airlines, a w ciągu następnego roku nabyły China Northern Airlines oraz China Xinjiang Airlines. Obecnie linie są większościowym udziałowce w Xiamen Airlines (51%), Chongqing Airlines (60%) oraz inwestują w Sichuan Airlines.
Mimo że większość linii lotniczych w chinach jest niezależna, większość zamówień nowych samolotów jest zawierana przez spółkę China Aviation Supplies Imp. & Exp. Group. (CASGC). W 2003 linie złożyły zamówienie na 4 Airbusy A330-200, których dostawy miały się rozpocząć na początku 2005. Była to część złożonego przez China Aviation Supplies Imp. & Exp. Group w kwietniu zamówienia na 30 Airbusów A330. Pierwszy egzemplarz został dostarczony 28 lutego 2005. Miesiąc wcześniej 28 stycznia, linie złożyły również zamówienie na 5 Airbusów A380-800, które miały zostać dostarczone w 2008 tuż przed Letnimi Igrzyskami Olimpijskimi w Pekinie. Tego samego dnia rząd chiński podpisał umowę z Boeingiem na dostawę 60 Boeingów 787 dla 6 chińskich linii w tym m.in. China Southern Airlines. Z powodu opóźnień w dostawach nie udało się dotrzymać harmonogramu dostaw i pierwszy Airbus A380 został dostarczony 12 października 2011.
W sierpniu 2005 zostało złożone kolejne zamówienie za pośrednictwem CASGC na 10 Airbusów A330, 8 większych A330-300 oraz 2 A330-200. Dostawy miały być realizowane między 2007 a 2008 rokiem. Kolejne duże zamówienie zostało złożone 7 lipca 2006 i obejmowało dostawę 50 wąskokadłubowych Airbusów A320, w tym 13 A319-100, 20 A320-200 oraz 17 A321-200. W grudniu 2005, China Southern Airlines ogłosiły kolejne zamówienie poprzez CASGC, na 9 Boeingów 737-700 i 11 Boeingów 737-800.
W czerwcu 2006, linie potwierdziły kolejne zamówienie na 3 Boeingi 737-700 oraz 7 Boeingów 737-800. Zamówienia miały być realizowane w 2010. Kolejne zamówienie zostało złożone 18 października 2006, dotyczyło 6 Boeingów 777F dla China Southern Cargo, filii zajmującej się przewozem cargo.
W 2007 linie złożyły zamówienie na 25 Boeingów 737-700 oraz 30 737-800, które zostały dostarczone między majem 2010 a październikiem 2013. W tym samym roku linie zamówiły również następne 10 Airbusów A330-200.

### 2010–2019
W 2010 linie złożyły kolejne zamówienia, 21 stycznia 2010 na 20 Airbusów A320, a w listopadzie 2010 na kolejne 30 Airbusów A320 oraz 6 szerokokadłubowych Airbusów A330. W 2010 China Southern Airlines przewiozły 76,5 miliona pasażerów w ruchu krajowym i międzynarodowym ze średnim wypełnieniem 79,2%.
W styczniu 2011, China Southern Airlines ogłosiły, że wyleasingują 10 Embraerów 190, które zostały dostarczone w drugiej połowie 2011.
Pierwszy komercyjny rejs Airbusem A380 odbył się 17 października 2011, mimo to do października 2012 samolot operował tylko na trasach krajowych, z powodu braku stosownych zezwoleń do operowania na trasach długodystansowych.
W 2019 przewoźnik opuścił sojusz SkyTeam, do którego należał przez 12 lat.

## Połączenia
W 2025 China Southern Airlines realizowała połączenia na trasach krajowych i międzynarodowych do 231 portów lotniczych w 47 krajach. W tym czasie przewoźnik ze swojego głównego hubu w Kantonie realizował bezpośrednie połączenia do 157 portów lotniczych na całym świecie.

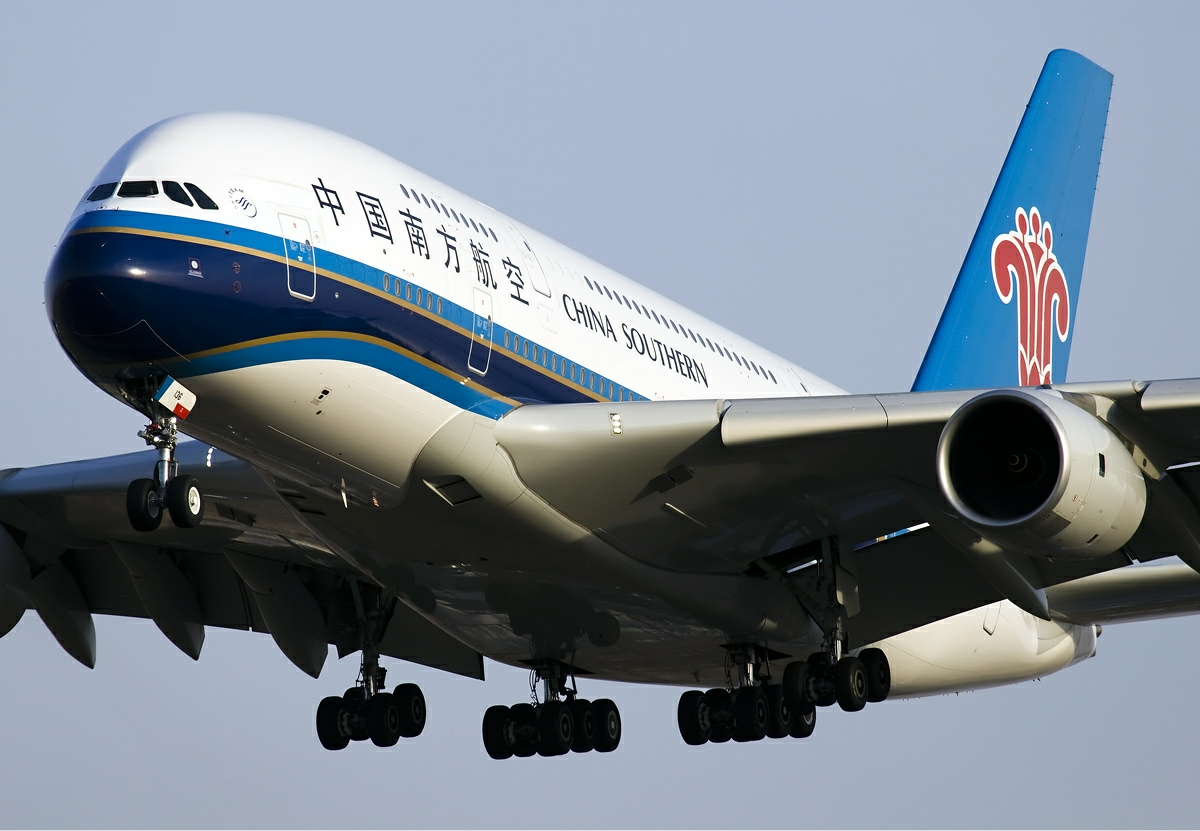
Wycofany Airbus A380-841 linii China Southern

## Flota

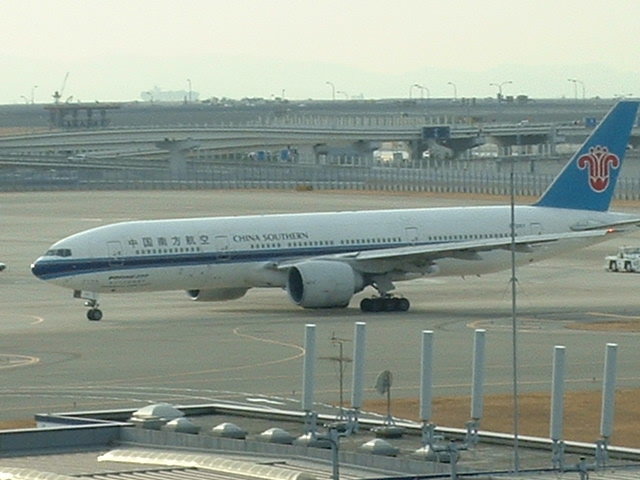
Wycofany Boeing 777-200 na lotnisku Kansai

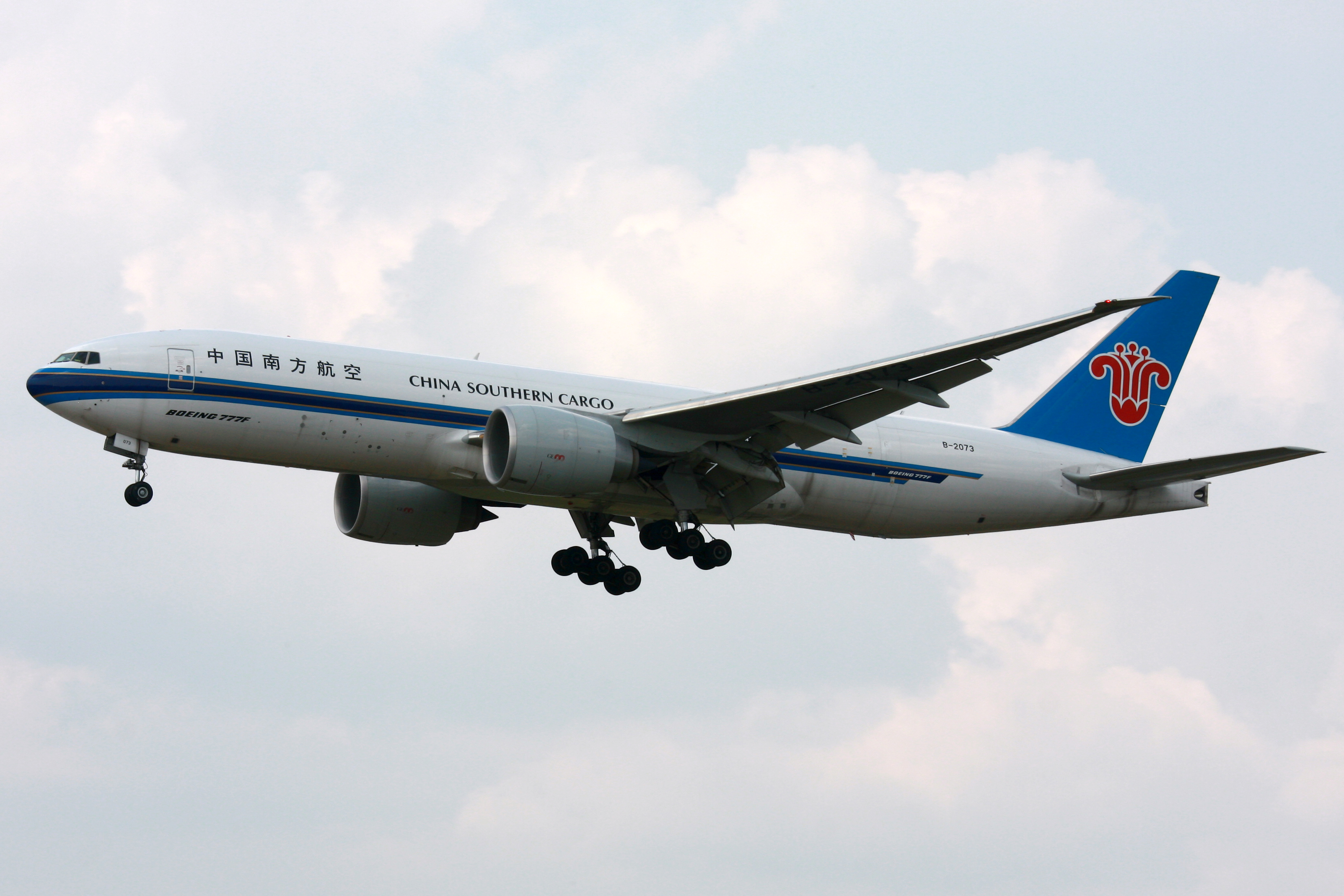
Boeing 777F podczas lądowania we Frankfurcie

Według stanu na sierpień 2025 flota China Southern Airlines składała się z 691 samolotów, w tym 19 przeznaczonych do transportu cargo o średnim wieku 9,2 lat:
| Samolot                       | Samolot | Samolot   | Liczba miejsc      | Liczba miejsc      | Liczba miejsc      | Liczba miejsc      | Uwagi                                |
| Model                         | Aktywne | Zamówione | B                  | P                  | E                  | Łącznie            | Uwagi                                |
| ----------------------------- | ------- | --------- | ------------------ | ------------------ | ------------------ | ------------------ | ------------------------------------ |
| Airbus A319neo                | 9       | –         | 4                  | 24                 | 108                | 136                |                                      |
| Airbus A320-200               | 93      | –         | 8                  | 24                 | 120                | 152                |                                      |
| Airbus A320-200               | 93      | –         | 4                  | 18                 | 138                | 160                |                                      |
| Airbus A320-200               | 93      | –         | 4                  | 24                 | 138                | 166                |                                      |
| Airbus A320neo                | 63      | 8         | 4                  | 24                 | 138                | 166                |                                      |
| Airbus A321-200               | 89      | –         | 12                 | 24                 | 143                | 179                |                                      |
| Airbus A321-200               | 89      | –         | 4                  | 18                 | 167                | 189                |                                      |
| Airbus A321-200               | 89      | –         | 4                  | 24                 | 167                | 195                |                                      |
| Airbus A321neo                | 87      | 7         | 4                  | 24                 | 167                | 195                |                                      |
| Airbus A321neo                | 87      | 7         | 12                 | 18                 | 172                | 200                |                                      |
| Airbus A330-300               | 25      | –         | 30                 | –                  | 253                | 283                |                                      |
| Airbus A330-300               | 25      | –         | 28                 | –                  | 258                | 286                |                                      |
| Airbus A350-900               | 20      | –         | 28                 | 24                 | 262                | 314                |                                      |
| Boeing 737-700                | 10      | –         | 4                  | 18                 | 106                | 128                |                                      |
| Boeing 737-700                | 10      | –         | 4                  | 24                 | 106                | 134                |                                      |
| Boeing 737-800                | 153     | –         | 8                  | 24                 | 132                | 164                |                                      |
| Boeing 737-800                | 153     | –         | 4                  | 24                 | 150                | 178                |                                      |
| Boeing 737-800                | 153     | –         | 4                  | 18                 | 147                | 169                |                                      |
| Boeing 737-800                | 153     | –         | 4                  | 18                 | 150                | 172                |                                      |
| Boeing 737 MAX 8              | 38      | 4         | 4                  | 24                 | 150                | 178                |                                      |
| Boeing 777-300ER              | 15      | –         | 28                 | 28                 | 305                | 361                |                                      |
| Boeing 787-8                  | 10      | –         | 18                 | –                  | 248                | 266                |                                      |
| Boeing 787-9                  | 20      | 3         | 28                 | 28                 | 220                | 276                |                                      |
| Boeing 787-9                  | 20      | 3         | 28                 | –                  | 269                | 297                |                                      |
| Comac ARJ21                   | 35      | –         | –                  | –                  | 90                 | 90                 |                                      |
| Comac C919                    | 5       | 95        | 8                  | -                  | 156                | 164                | Dostawa planowana w latach 2024-2031 |
| China Southern Airlines Cargo |         |           |                    |                    |                    |                    |                                      |
| Boeing 777F                   | 19      | –         | konfiguracja cargo | konfiguracja cargo | konfiguracja cargo | konfiguracja cargo |                                      |
| Łącznie                       | 691     | 117       |                    |                    |                    |                    |                                      |

### China Southern Cargo
Jest filią China Southern Airlines, zajmującą się przewozem towarów pomiędzy Chinami a Ameryką Północną, Europą i Australią. Linie operują z portu lotniczego Szanghaj-Pudong do Amsterdamu, Anchorage, Chicago, Frankfurtu, Los Angeles, Vancouver oraz Wiednia. Natomiast z portu lotniczego Guangzhou latają do Amsterdamu oraz Mediolanu.